# Taras Schtonda
Taras Boryssowytsch Schtonda (ukrainisch Тарас Борисович Штонда, auch unter Taras Shtonda bekannt; * 1. Dezember 1966 in Kiew, Ukrainische SSR, Sowjetunion) ist ein ukrainischer Opernsänger (Bass).

## Leben
Taras Schtonda kam 1966 in Kiew zur Welt. Sein Vater stammte aus dem Dorf Schkariwka bei Bila Zerkwa in der Oblast Kiew, seine Mutter aus Kiew. Schtonda absolvierte 1993 die Nationale Musikakademie der Ukraine Peter Tschaikowski in Kiew.
Seit 1992 ist er dort Solist an der Nationaloper der Ukraine und seit 2002 tritt er als Gastsolist am Bolschoi-Theater in Moskau auf.
Im April 2003 übernahm er dort in der Oper Ruslan und Ljudmila von Michail Glinka die Rolle des Ruslan. Er sang diese Rolle in einer speziell restaurierten, ungekürzten Fassung der Oper mit Alexander Wedernikow als Dirigent. Die Live-Aufzeichnungen der Aufführungen wurde 2004 auf drei CDs veröffentlicht. Außerdem spielte er im Bolschoi-Theater die Rolle des Wassili Kotschubej in der Oper Mazeppa von Tschaikowski und den
Johann Faust in der Oper Der feurige Engel von Prokofjew. Des Weiteren trat er dort in Schostakowitschs Oper Lady Macbeth von Mzensk als Priester, in Tschaikowskis Oper Jolanthe als König René und in Mussorgskis Oper Boris Godunow als derselbe auf.
Schtonda tourte unter anderem in Belgien, Brasilien, Dänemark, Deutschland, Frankreich, Italien, dem ehemaligen Jugoslawien, Kanada, den Niederlanden, Polen, der Schweiz, Spanien, Südkorea und Ungarn. Er ist Preisträger zahlreicher internationaler Wettbewerbe.

## Ehrungen
- Verdienter Künstler der Ukraine (1999)[5]
- Volkskünstler der Ukraine (2008)[2]
- Ukrainischer Verdienstorden dritter Klasse (2016)[6]